# Барља (Клуж)
Барља (рум. Bârlea) насеље је у Румунији у округу Клуж у општини Корнешти. Oпштина се налази на надморској висини од 339 m.

## Становништво
Према подацима из 2002. године у насељу је живело 194 становника, од којих су сви румунске националности.